# Gatare (vattendrag i Burundi, Ngozi, lat -3,03, long 29,90)
Gatare är ett vattendrag i Burundi.   Det ligger i provinsen Ngozi, i den centrala delen av landet, 70 kilometer nordost om huvudstaden Bujumbura.
Omgivningarna runt Gatare är en mosaik av jordbruksmark och naturlig växtlighet. Runt Gatare är det tätbefolkat, med 442 invånare per kvadratkilometer.